# Lily James
Lily Chloe Ninette Thomson (n. 5 aprilie 1989), cunoscută drept Lily James, este o actrițǎ din Marea Britanie. Ea este bine cunoscutǎ ca Lady Rose MacClare din serialul Downton Abbey și ca  personajul principal din Cenușăreasa (film din 2015) de la Disney.
James și-a început cariera de actrițǎ ca Ethel Brown din producția BBC just william.În 2011 și 2012,a primit comentarii bune în diferite producții teatrale din Londra.Ea a început sǎ aparǎ în filme de la Hollywood în 2012,cu rolurile din Furia Titanilor și Fete iuți și a mai fost vǎzutǎ în roluri de televiziune suplimentare.

## Viața personală
În 2015,a fost confirmat faptul că Lily este într-o relație cu co-starul din Pride and Prejudice and Zombies ,Matt Smith.

## Copilăria
Lily James s-a născut în Esher, Surrey, în familia lui Ninette și Jamie Thomson, actor și muzician. Bunica ei, Helen Horton, a fost o actriță americană. Ea și-a început educația la Școala Educațională de Arte din Tring, iar ulterior a continuat să studieze actoria la Școala Guildhall de muzică și dramă din Londra, absolvită în 2010.

## Carieră
În 2011, Lily a jucat-o pe Taylor la Teatrul de tineret Vic în adaptarea pe scenă a Tanyei Ronder după nuvela Vernon God Little regizat de Rufus Norris, pe Nina într-o adaptare modernă a Pescărușului la Southwark Playhouse și pe Desdemona în producția lui Daniel Evans Othello Teatrul Crucible, Sheffield, alături de Dominic West și Clarke Peters. Quentin Letts a scris în The Daily Mail: "Am putea avea o nouă actriță pe mâinile noastre. ...Ea a părăsit școala de actorie în acest an,ea este practic pregătită să măture tot ce o așteaptă asemeni Desmedonei din acest Othello. Echilibru, dicție, farmec-ea le are pe toate. ...Povestea de dragoste a personajului ei cu un soț mult mai bătrân este complet credibilă." În 2012, Lily James a jucat rolul Katrinei în "Casa de Joacă" și Marijka în "Categoric Bahamas" în dublul-proiect scris și regizat de Martin Crimp la "Teatrul Orange Tree" în Richmond, Londra ca o parte a aniversării de patruzeci de ani a teatrului. Charles Spencer a scris în The Daily Mail: „este perfomat cu o convingătoare ticăloșie și cu un sentiment profund de către Obi Abili și Lily James, acesta din urmă combinând un amestec de nevrozie și alură sexuală stralucitoare care se dovedește extrem de puternică.”
Tot în 2012, James a jucat rolul Korrinei în producția Warner Bros Furia Titanilor, jucând și în Fete iuți, scrisă de Noel Clarke, centrată în jurul unui grup de tinere atlete care concurează la Campionatele Mondiale.Creditele ei de televiziune includ pe Ethel Brown în producția din 2010 BBC a lui Richmal Crompton Doar William, pe Poppy în a patra serie a producției ITV Jurnalul secret al unei fete (2011) și pe rebela Lady Rose în ultimul episod al seriei a treia din Downton Abbey. Mai târziu Lady Rose a devenit un personaj principal în a patra și a cincea serie a programului.
James a jucat și personajul principal din adaptarea live-action a filmului Disney Cenușăreasa. Filmul a fost lansat pe 13 martie 2015. Lily, ca Cenușăreasa a fost fotografiată de Annie Leibovitz, în rochia albastră pe care o poartă la bal, pentru editia din decembrie 2014 a revistei Vogue.

## Filmografie

### Film
| An   | Titlu                           | Rol              | Note                |
| ---- | ------------------------------- | ---------------- | ------------------- |
| 2012 | Chemistry                       | Ines             | Film de scurtmetraj |
| 2012 | Wrath of the Titans             | Korrina          |                     |
| 2012 | Broken                          | Older Skunk      |                     |
| 2012 | Fast Girls                      | Lisa Temple      |                     |
| 2015 | Cinderella                      | Cinderella       |                     |
| 2015 | Burnt                           | Sara             |                     |
| 2016 | Pride and Prejudice and Zombies | Elizabeth Bennet | Post-producție      |
| 2017 | Baby driver                     | Deborah          |                     |

### Televiziune
| An        | Titlu                       | Rol                | Note                                                                                               |
| --------- | --------------------------- | ------------------ | -------------------------------------------------------------------------------------------------- |
| 2010      | Just William                | Ethel Brown        | 4 episoade                                                                                         |
| 2011      | Secret Diary of a Call Girl | Poppy              | 8 episoade                                                                                         |
| 2012–2015 | Downton Abbey               | Lady Rose MacClare | 20 episoade Screen Actors Guild Award for Outstanding Performance by an Ensemble in a Drama Series |
| 2015      | War and Peace               | Natasha Rostova    | |